# Konrad Adolf von Malsen
Konrad Adolf Freiherr von Malsen, Baron von Tilborch (* 26. September 1792 in Ottmarsheim, Elsaß; † 14. Oktober 1867 in Karlsruhe, Großherzogtum Baden) war ein deutscher Diplomat in Bayern.

## Leben
Als Sohn des preußischen Oberst Johann Konrad Freiherr von Malsen erlangte Konrad Adolf von Malsen das Abitur am Gymnasium Christian-Ernestinum in Bayreuth. An der Universität Erlangen studierte er Rechtswissenschaft. Am 8. Dezember 1809 wurde er Mitglied des Corps Baruthia. Er zeichnete sich als Subsenior, Consenior und Senior aus. 1810 gehörte er zu den Stiftern des Erlanger Corps Franconia II. In der Bayerischen Armee nahm er an den Befreiungskriegen teil. Er war Leutnant im Königlich Bayerischen 6. Chevaulegers-Regiment „Prinz Albrecht von Preußen“ und Oberleutnant der (bayerischen) Garde du Corps (bis 1821). Etwa 1817/18 trat er in den diplomatischen Dienst des Königreichs Bayern. Er wurde Legationssekretär am Württembergischen Hof in Stuttgart und am Sardischen Hof in Turin (1824). 1827 wurde er Ministerresident bei der Schweizerischen Eidgenossenschaft in Zürich und 1829 außerordentlicher Gesandter und Bevollmächtigter Minister am Heiligen Stuhl in Rom. 1831 in den vorübergehenden Ruhestand versetzt, lebte er in der Folgezeit in Trieb (Lichtenfels) im Schlösschen. Dort wurde 1833 seine Tochter Karoline Fideline, die spätere Ehefrau des Schriftstellers Joseph Victor von Scheffel, geboren. 1838 kehrte er in den diplomatischen Dienst zurück und wurde außerordentlicher Gesandter und Bevollmächtigter Minister bei der Schweizerischen Eidgenossenschaft in Zürich. 1841 wurde er Gesandter am Württembergischen Hof in Stuttgart. 1849 wechselte er als Bayerischer Gesandter an den Preußischen Hof in Berlin. Von 1854 bis zu seinem Todesjahr war Gesandter am Badischen Hof in Karlsruhe.

## Ehrungen
- Ernennung zum Bayerischen Staatsrat
- Ernennung zum Bayerischen Kämmerer[2]
- Verleihung des Titels Exzellenz[2]
- Ritter des Malteserordens[1]